# Geografia Portugalii

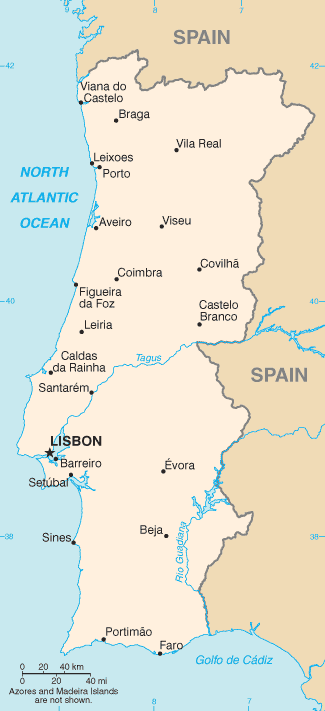
Mapa Portugalii

Portugalia jest krajem leżącym w Europie Południowej, na Półwyspie Iberyjskim. Ten niewielki kraj, charakteryzujący się wyżynno-górzystym krajobrazem, leży w strefie klimatu podzwrotnikowego. Portugalia należy do wysoko rozwiniętych państw świata, jest członkiem NATO i Unii Europejskiej.

## Powierzchnia i granice
Powierzchnia –
- całkowita: 92 212 km² (Portugalia kontynentalna 89 015 km²)
- ląd: 91 951 km²
- woda: 440 km²

Skrajne punkty: północny 42°09'N. południowy 36°57'N, zachodni 9°29'W, wschodni 6°11'W. Rozciągłość południkowa wynosi 570 km, równoleżnikowa 240 km. Kraj kształtem zbliżony do prostokąta jest długi także na 570 km, lecz jego przeciętna szerokość wynosi 180 km.
Granice – Portugalia graniczy jedynie z Hiszpanią, zajmującą większą część Półwyspu Iberyjskiego. Długość granicy z Hiszpanią wynosi 1232 km.
Linia brzegowa – 1792 km to łączna długość biorąc pod uwagę wyspy: Azory (2346 km²) i Maderę (801 km²), które leżą poza kontynentalną częścią Europy. Długość wybrzeża samej Portugalii wynosi 832 km.

## Budowa geologiczna i rzeźba

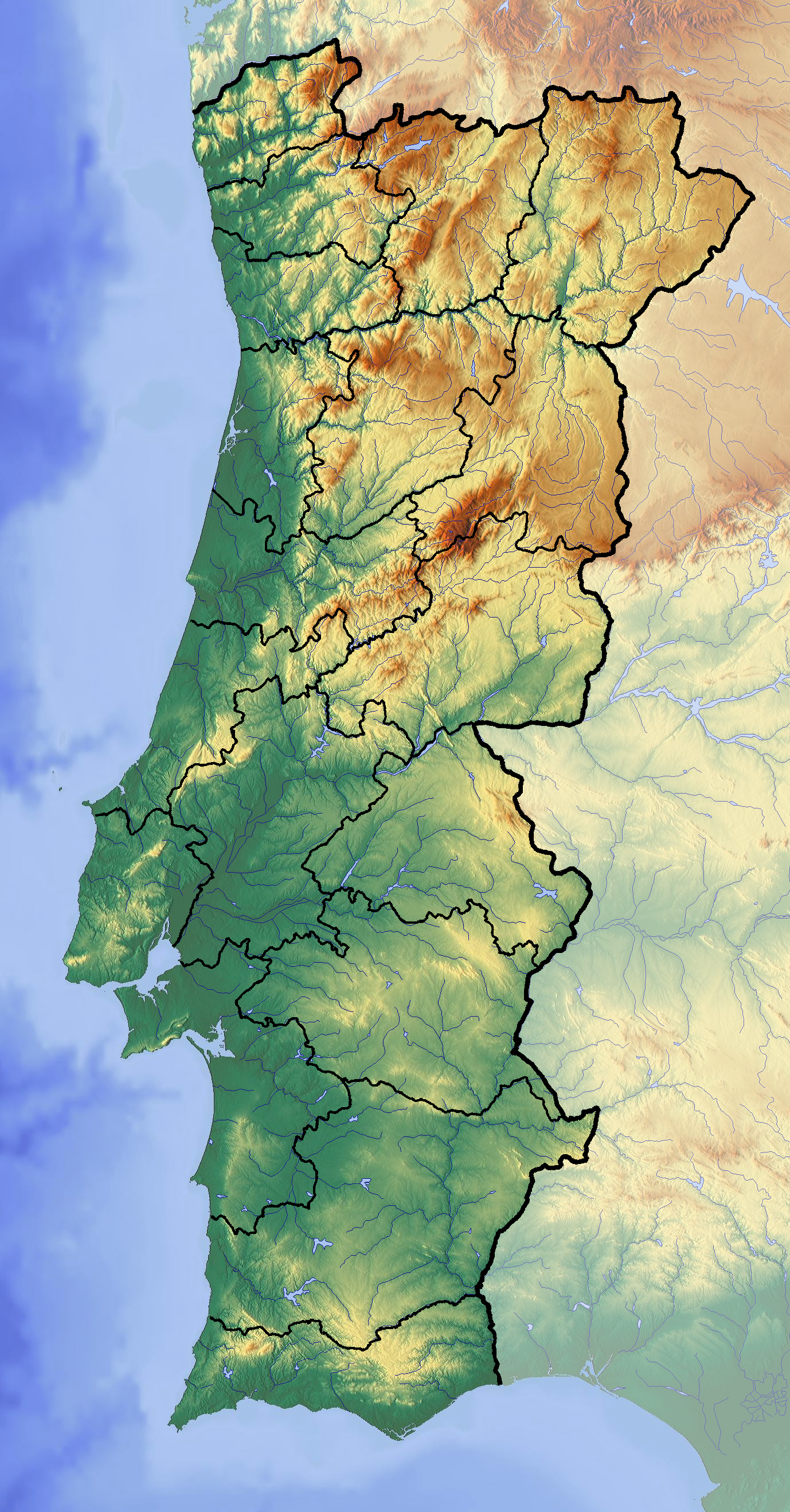
Mapa hipsometryczna Portugalii

Większość powierzchni kraju zajmują wyżyny i góry. Góry i wyżyny Mesety Iberyjskiej stanowią około 70% powierzchni kraju. Na północ od doliny Tagu ciągną się pochodzący z paleozoiku zrębowy masyw odcięty od zachodu wyraźną linią uskokową. Góry te stanową część hiszpańskich Gór Kastylijskich i Kantabryjskich. Głównym masywem jest tam Serra da Estrela, których średnia wysokość wynosi 1500 m n.p.m. a najwyższym szczytem jest Torre o wysokości 1993 m n.p.m. (z iglicą 2000 m n.p.m.); jest to też najwyższy szczyt kontynentalnej Portugalii. Góry na północy Portugalii zbudowane są głównie ze zwietrzałych skał magmowych (granit), a także ze skał metamorficznych (gnejsy, łupków i kwarcyty). Pasma górskie na północ od Tagu charakteryzują się rzeźbą erozyjną i są silnie rozcięte przez doliny rzek. Do pozostałych masywów należą Serra do Larouco (1525 m n.p.m.) i Serra do Marão (1415 m n.p.m.), a także szereg mniejszych i niższych pasm, jak położona na zachód od Lizbony Serra de Sintra (528 m n.p.m.).
Obszary leżące na południe od rzeki Tag są terenami znacznie niższymi. Występuje tam krajobraz nizinny, ale i też wyżynny, Średnia wysokość tych obszarów waha się od 300 do 600 m n.p.m. Na południe od rzeki Tag leży Wyżyna Alentejo. Obszar ten stanowi pomost do hiszpańskiej Estremadury. Wyżyna jest zbudowana ze skał trzeciorzędowych, wśród których występują magmowe skały wylewne, będące świadectwem intensywnej działalności wulkanicznej. Im dalej na wschód, tym większe znaczenie mają starsze skały metamorficzne (np. marmury) i osadowe (np. wapienie). Cały obszar jest poprzecinany siecią uskoków tektonicznych i aktywny sejsmicznie. Najbardziej na południe wysunięty zakątek Portugalii stanowią niskie góry i wyżyna Algarve zbudowana z łupków paleozoicznych. Tereny te wznoszą się średnie do 500 m n.p.m. Serra de Monchique (Fóia – wysokość 902 m n.p.m.) jest stromo opadającym ku wąskiej nizinie nadmorskie obszarem zbudowany z twardych sjenitów.
Niziny stanowią niewielką część terytorium Portugalii. Występują jedynie w pasie nadbrzeżnym oraz w dolnych odcinkach kilku większych dolin rzecznych. Na południe od ujścia Douro, u stóp progu mesety leży zbudowana głównie z plioceńskich piasków Nizina Środkowoportugalska.
Wybrzeże w południowej części klifowe, na pozostałym terenie pokryte wydmami i lagunami. Linia brzegowa jest słabo rozwinięta z niewielką liczbą zatok (największa Setúbal). Ujścia rzek są silnie zamulanymi limanami.

## Klimat

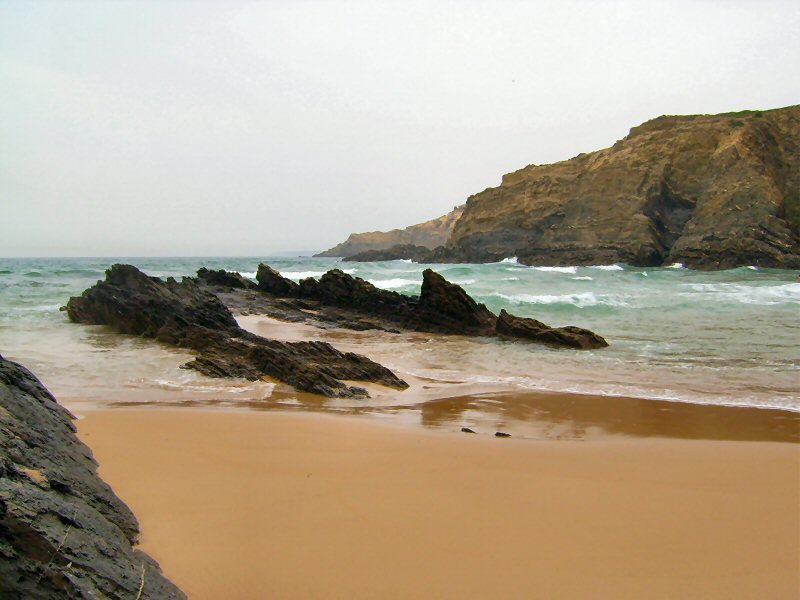
Wybrzeże w południowej Portugalii

Cała Portugalia leży w strefie klimatu podzwrotnikowego. Północna część kraju cechuje się wilgotnym, oceanicznym klimatem, gdzie występują duże opady, niewielkie dobowe wahania temperatur i brak ekstremów termicznych. Południowa część kraju będąca pod wpływem suchego i zimnego Prądu Kanaryjskiego cechuje się klimatem śródziemnomorskim.
Izotermy mają przebieg równoleżnikowy, temperatury maleją w kierunku północnym, zwłaszcza że obszary na północy kraju są wyżej położone od regionów południowych. Ponadto zaobserwować można spadek temperatur zimowych w kierunku wschodnim, czyli w głąb Półwyspu Iberyjskiego, co wiąże się z niewielkim wpływem klimatu kontynentalnego. Różnice wschód-zachód są jednak minimalne. Zimą na północy kraju jest chłodno, ale ujemne temperatury nie występują. Średnia wartości wynoszą 8-10 °C. Lata nie są zbyt ciepłe, a ich przebieg zwłaszcza nad samym oceanem można porównać do naszego klimatu w Polsce, choć generalnie jest nieco cieplej. Średnia temperatura wynosi 22°. Dni upalne prawie nie występują. Południe jest ciepłe i przebieg roczny ma typowe cechy klimatu śródziemnomorskiego. Zimą średnie wartości wynoszą 11-12 °C, zaś latem średnio jest od 24 do 27 °C. Występują dni z upałami, kiedy na południową Portugalię docierają suche i gorące masy powietrza znad zachodniej Afryki.
Ilość opadów na północy jest większa niż na południu, co wiąże się nie tylko z samą rzeźbą terenu, ale i z większym wpływem mas powietrza polarnomorskiego, docierających zwłaszcza zimą z północnego Atlantyku. Opady roczne wynoszą 914 mm, ale w górach są wyższe i dochodzą do 1500 mm. Na południu jest bardziej sucho, ale wartości opadowe i tak są dość duże. Średnia roczna opadowa wynosi tam 500 mm. Opady na południu kraju występują głównie w okresie zimowym, często pod postacią silnych ulew. Opady występują wyłącznie pod postacią deszczu, śnieg, jeśli pada to tylko wysoko w górach Serra da Estrêla w okresie zimowym. Zdarzają się jednak anomalia termiczne i opady śniegu występują nawet w nisko położonej Lizbonie. Średnia wilgotność jest duża i wynosi od 60% latem do 80% zimą.

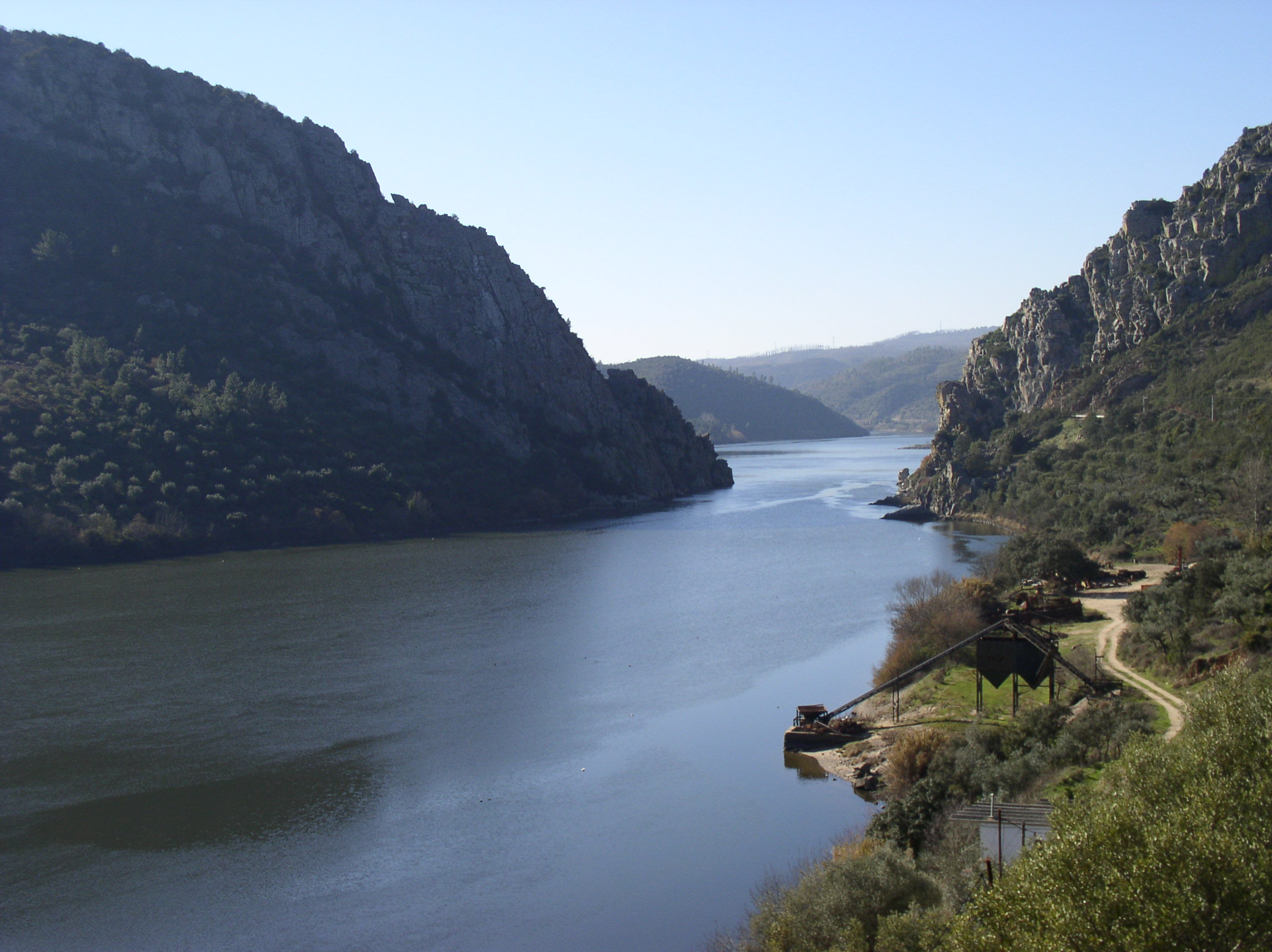
Rzeka Tag w dolinie górskiej

## Wody
Portugalia w całości leży w zlewisku Oceanu Atlantyckiego. Sieć rzeczna kraju jest dobrze rozwinięta, a większość rzek (poza tymi płynącymi na południu kraju) jest zasobna w wodę. Większość rzek płynie ze wschodu na zachód, a wyjątek stanowią dopływy płynące dolinami górskimi jak np. Tâmega czy Tua, które płyną z kierunków północnych i uchodzą do Duero. Duże rzeki Półwyspu Iberyjskiego płyną w dolnym biegu przez terytorium Portugalii i uchodzą szerokimi estuariami.
W dolnym biegu większe rzeki są żeglowne. Głównymi rzekami Portugalii są: na północy Miño (portugalskie Minho, graniczna z Hiszpanią) oraz Duero (portugalskie Douro, długość w granicach Portugalii 322 km), w środkowej części Tag (202 km), na południu Gwadiana (częściowo graniczna z Hiszpanią, uchodzi do Zatoki Kadyksu); w całości na obszarze Portugalii: Mondego (220 km), Sorraia, Sado, Mira.

## Gleby
Na północy kraju występują głównie gleby brunatne powstały pod lasami liściastymi, gleby te występują także w środkowej części kraju. Obszary górskie pokryte są glebami kamienistymi. Na południu kraju występują gleby cynamonowe oraz terra rossa, które są śródziemnomorskimi glebami brunatnymi. Doliny rzek wypełniają żyzne mady.

## Flora
Naturalne zbiorowiska roślinne tworzą lasy, które zajmują 41% powierzchni kraju. Lasy najlepiej są zachowane w górach na północy kraju. Przeważa tam roślinność typu atlantyckiego z dużym udziałem lasów dębowych, poza dębami rosną buki i sosny. W niższych partiach gór rosną także gaje oliwne. Na południu kraju roślinność jest typowa dla obszarów klimatu śródziemnomorskiego. Z formacji leśnych przeważają dęby (głównie ostrolistne), gdzie rośnie odporny na suszę dąb korkowy. Ponadto występują duże plantacje eukaliptusa. Region Algarve słynie z gajów chleba świętojańskiego, drzew migdałowych i figowych. Na południu kraju duży udział ma roślinność twardolistna – makia, które zajęła miejsce wyciętych lasów. Na wybrzeżu rosną sosny nadmorskie.

## Fauna

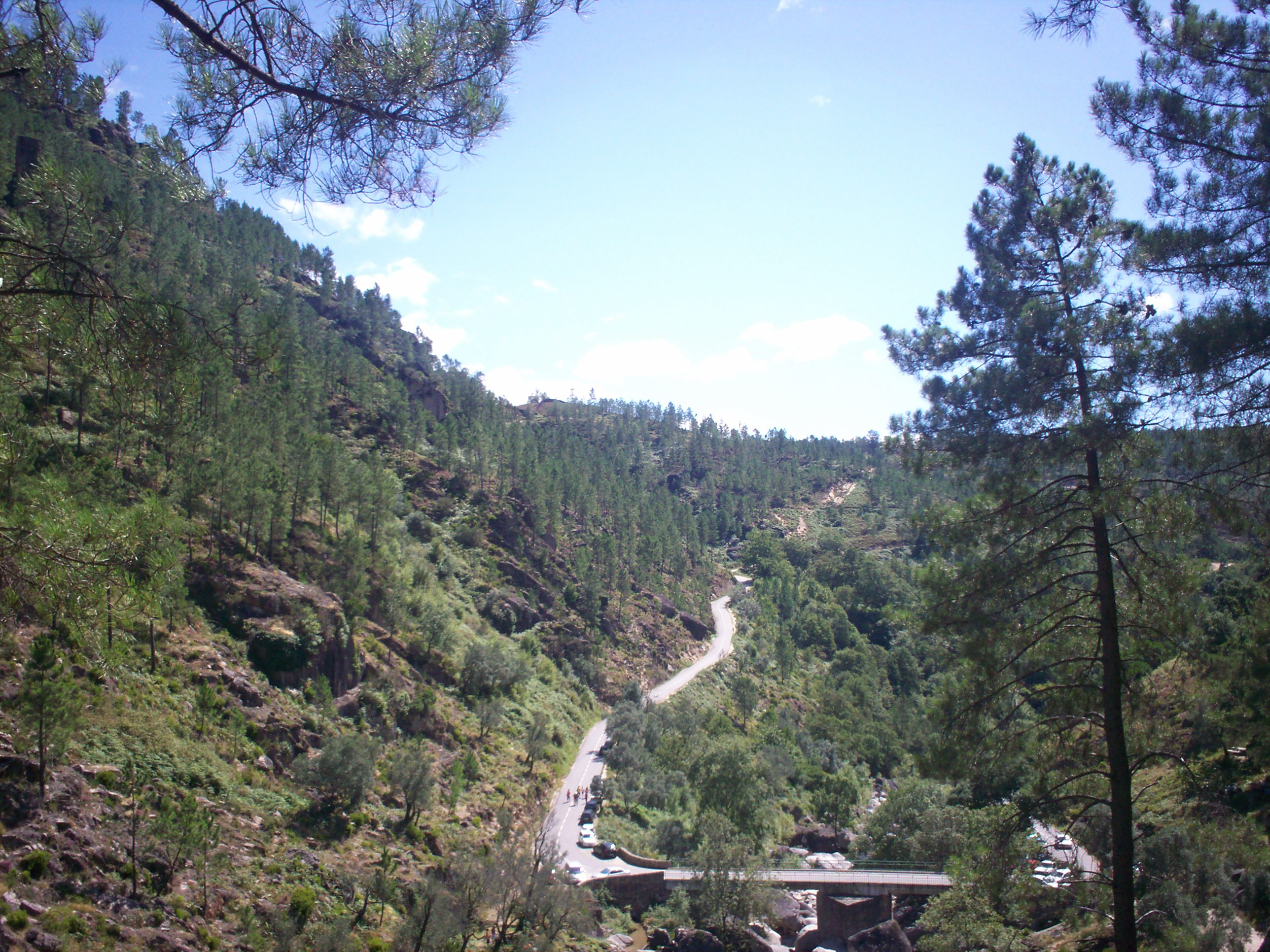
Roślinność w górach Portugalii

Portugalia należy do regionu śródziemnomorskiego. Fauna została w znacznym stopniu przetrzebiona. Świat kręgowców zdominowany jest przez ptactwo. Oprócz dużej ilości gatunków lęgowych spotyka się wiele gatunków przelatujących z północy na okres zimowy. Dużą część ptaków stanowią gatunki wypoczywające podczas migracji, jako że Portugalia jest krajem leżącym na trasie przelotów. Duże ssaki najbardziej rozpowszechnione są w centrum i na południu kraju. Występują stada jeleni, saren i dzików. W górzystych rejonach w północno-wschodniej części kraju żyje nieliczna populacja wilków. Do drapieżników należą spokrewniony z rysiem pardel i afrykańska żeneta. Często spotykane są w południowej części Portugalii gady, szczególnie jaszczurki i kameleony.
Portugalia jest 126. krajem na świecie pod względem liczby gniazdujących gatunków ptaków. W ujęciu Portugalii także jako jej podległym administracyjnie obszarom – liczy ona pięć endemicznych gatunków ptaków. Są to ptaki z Madery – gołąb maderski (Columba trocaz), petrel maderski (Pterodroma madeira), zniczek maderski (Regulus madeirensis) oraz z Azorów: nawałnik azorski (Hydrobates monteiroi) i gil azorski (Pyrrhula murina).